# 費南多·羅尼
費南多·羅尼（英語：Fernando Rodney，1977年3月18日—），生於多明尼加山美納，為多明尼加籍美國職棒大聯盟的選手，現效力於墨西哥棒球聯盟提華納公牛，專司終結者的工作，在台灣的綽號為「軟泥」。他打破了丹尼斯·艾克斯利自1990年以來單季最佳防禦率的紀錄。而他最有名的，除了球帽永遠歪一邊以外；每逢救援成功，他都會做出拉弓射日的浮誇動作，這種形象鮮明的個人特色，深受球迷喜愛。

## 職業生涯

### 底特律老虎（2002年－2009年）
- 2002年於5月4日首度被升上大聯盟，並出賽了20場，留下了1勝3負、防禦率6.00的成績。[3]
- 2003年球季時，於9月2日（美國時間）對決克里夫蘭印地安人時，獲得個人生涯首場的救援成功，不過於季後因為手部受傷動了手術，因此缺席了隔年的比賽。
- 2005年時，因終結者特洛依·帕西佛右前臂受傷，正式擔任終結者的工作，並繳出了9次救援成功與2.86的防禦率。[4][5]
- 2006年的球季底特律老虎簽下了陶德·瓊斯（英语：Todd Jones）來擔任終結者的工作，羅尼因此重新回到中繼投手的位置上，直到2008年球季結束後瓊斯退休為止。
- 2009年則是他首次擔任整季的終結者，繳出了2勝5負37次救援成功的成績，但防禦率卻是差強人意的4.40。

### 洛杉磯安那罕天使（2010年、2011年）
- 2009年底，與洛杉磯安那罕天使簽下2年1100萬美元合約，和布萊恩·弗恩特斯組成牛棚的左右護法。[6][7]
- 2010年與2011年兩個球季，皆繳出了4以上的防禦率，而天使季後不再續約，成為自由球員。

### 坦帕灣光芒（2012年－2013年）

#### 神奇的一季，寫下歷史新頁（2012年）
- 2012年年初時，以1年200万美元的合約、外加250萬美元的選擇權加盟光芒。[8]起初是擔任布局投手的工作，但在季初原訂的終結者凱爾·方斯沃斯（英语：Kyle Farnsworth）受傷以後，再度扛起終結者的工作[9]，直到賽季結束。該季總共出賽了76場，主投74.2局，繳出了2勝2負及48次救援成功和0.60的防禦率與76次的三振，皆為個人生涯最佳成績，同時也在該年入選了明星賽[10]，而繳出的防禦率則是史上主投50局以上的救援投手中所擁有的最佳紀錄，並於季末榮獲東山再起獎。[11][12]

#### 榮耀之後（2013年）
- 2013年代表多明尼加參加經典賽，帶領多明尼加拿下8戰全勝的成績，獲得隊史首座經典賽冠軍，其中羅尼也拿下了7次的救援成功。[13][14]2013年球季的首場出賽，繳出了一局失一分的成績，同時也是本季首次救援失敗，但靠著隊友的再見全壘打拿下本季首勝。[15]在該季結束時，羅尼出賽68場，主投66.2局，並繳出了5勝4負及37次救援成功與82次的三振和3.38的防禦率，季後並未獲得光芒隊的續約。

### 西雅圖水手（2014年－2015年）
- 2014年2月6日，羅尼與水手達成2年1400萬美元合約協議，如果羅尼表現良好，2年總值可來到1500萬。最後羅尼繳出了1勝6負，防禦率2.85的成績，並拿下了48次救援成功以及76次三振，同時還入選了該年明星賽。

### 亞利桑那響尾蛇（2017年）
儘管羅尼在2017年奪下39次救援成功，防禦率卻是偏高的4.23，不過他的評價仍然不差；尤其已年屆不惑的高齡，還能在球場上恣意投球，是大家非常佩服的。

### 明尼蘇達雙城（2018年）
2017年12月14日，與雙城隊簽下一年450萬美金的合約。2018年8月9日，被交易至運動家隊，雙城得到Dakota Chalmers。

## 職棒生涯成績
| 年度 | 球隊   | 防禦率 | 投球局數 | 勝場 | 敗場 | 救援成功 | 出場數 | 奪三振 | 四死 | 完投 | 完封 | 被安打 | 被全壘打 | WHIP |
| 2002 | 老虎隊 | 6.00   | 18       | 1    | 3    | 0        | 20     | 10     | 10   | 0    | 0    | 25     | 2        | 1.94 |
| 2003 | 老虎隊 | 6.07   | 29.2     | 1    | 3    | 3        | 27     | 33     | 17   | 0    | 0    | 35     | 2        | 1.75 |
| 2005 | 老虎隊 | 2.86   | 44       | 2    | 3    | 9        | 39     | 42     | 17   | 0    | 0    | 39     | 5        | 1.27 |
| 2006 | 老虎隊 | 3.52   | 71.2     | 7    | 4    | 7        | 63     | 65     | 34   | 0    | 0    | 51     | 6        | 1.19 |
| 2007 | 老虎隊 | 4.26   | 50.2     | 2    | 6    | 1        | 48     | 54     | 21   | 0    | 0    | 46     | 5        | 1.32 |
| 2008 | 老虎隊 | 4.91   | 40.1     | 0    | 6    | 13       | 38     | 49     | 30   | 0    | 0    | 34     | 3        | 1.59 |
| 2009 | 老虎隊 | 4.40   | 75.2     | 2    | 5    | 37       | 73     | 61     | 41   | 0    | 0    | 70     | 8        | 1.47 |
| 2010 | 天使隊 | 4.24   | 68       | 4    | 3    | 14       | 72     | 53     | 35   | 0    | 0    | 70     | 4        | 1.54 |
| 2011 | 天使隊 | 4.50   | 32       | 3    | 5    | 3        | 39     | 26     | 28   | 0    | 0    | 26     | 1        | 1.69 |
| 2012 | 光芒隊 | 0.60   | 74.2     | 2    | 2    | 48       | 76     | 76     | 15   | 0    | 0    | 43     | 2        | 0.78 |
| 2013 | 光芒隊 | 3.38   | 66.2     | 5    | 4    | 37       | 68     | 82     | 36   | 0    | 0    | 53     | 3        | 1.34 |
| 合計 | 11年   | 3.70   | 571.1    | 29   | 44   | 172      | 563    | 551    | 284  | 0    | 0    | 492    | 41       | 1.36 |
- 黑字為該年度最低紀錄

## 獎項和榮譽
- 明星賽2012年
- 東山再起獎2012年
- DHL年度救援王獎2012年
- 救援投手史上單季最低防禦率:0.60

## 個人特色與投球風格
- 羅尼的主要武器為擁有均速95英哩以上的快速直球，有時則可以投到100英哩，同時也擁有80多英哩的變速球，來混淆打者，並使其出局。[16][17]
- 此外，每一次救援成功後，羅尼都會擺出拉弓的姿勢來表達慶祝，並紀念在天上的父親來表達對其的思念。[18]

## 外部連結
- 球員資訊和成績在MLB ，ESPN ，Retrosheet ，Baseball Reference ，Baseball Reference (Minors) ，Fangraphs ，The Baseball Cube （英文）